# Adam Trabert

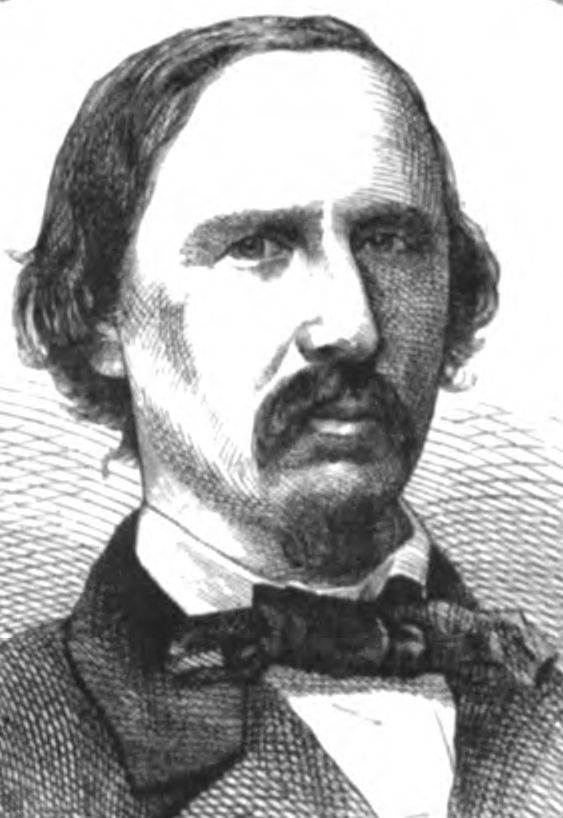
Adam Trabert, 1863.

Johannes Adam Trabert (* 27. Januar 1822 in Fulda; † 8. Februar 1914 in Wien) war ein deutschsprachiger Schriftsteller und Jurist.

## Leben und Werk
Er wurde im „Grauen Wolf“ in der Judengasse als Sohn der römisch-katholischen Messerschmieds Johann-Franz Trabert geboren. Nach der Gymnasialausbildung legte er 1843 das Maturitätsexamen ab und studierte 2 Jahre lang Theologie am Bischöflichen Priesterseminar in Fulda. An der Universität Marburg absolvierte Trabert ein Studium der Rechtswissenschaften und beendete es erfolgreich mit dem juristischen Staatsexamen.
Politisch betätigte er sich als Sprecher der Burschenschaft Alemannia Marburg, in der er 1857 Mitglied geworden war, und als Sprecher des Marburger Volksrates 1848/1849. In dieser Zeit war er auch Mitherausgeber der demokratischen Wochenzeitschrift „Wacht auf“ in Fulda. Er engagierte sich als Mitglied der kurhessischen Ständeversammlung in Kassel und gilt als Mitbegründer der „Deutschen Volkspartei“ in Darmstadt. Im Jahre 1868 gründete Trabert die „Hessischen Volkszeitung“ in Kassel. Er wandert nach Österreich aus und war dort  Mitherausgeber der Zeitschrift „Österreichisches Journal“.
Trabert stand in unterschiedlichen Arbeitsverhältnissen: in Frankenberg war er als Jurist und Advokat tätig, in Nürnberg als Privatsekretär und Rechtskonsultent bei dem Industriellen Cramer-Klett. In den Jahren 1871 bis 1889 arbeitete er als Beamter bei der General-Direktion der Franz-Josphs-Bahn (Österreichische Staatsbahnen) in Wien.
Aufgrund seines politischen Engagements saß Trabert 3 ½ Jahre lang in Festungshaft auf Spangenberg wegen angeblicher Majestätsverbrechen ein. Die Verurteilung wurde 1862 nachträglich von den kurhessischen Ständen für rechtswidrig und nichtig erklärt. 6 Monate lang befand er sich außerdem in preußischer Untersuchungshaft nach der Eingliederung Kurhessens in Preußen.
Trabert war zweimal verheiratet: 1859 ehelichte er Elise Hohmann in Kassel, nach deren Tod am 19. September 1887 seine zweite Frau Amalie Wirnitzer.
Sein Ehrengrab befindet sich auf dem Wiener Zentralfriedhof (Gruppe 0, Reihe 1, Nummer 70).

## Würdigung
In Fulda wurde die Adam-Trabert-Straße nach ihm benannt.

## Werke
- Deutsche Gedichte aus Österreich, 1. Bd. Schwertlieder eines Friedsamen. 12. (XII, 150 S.) Frankfurt a. M. 1888, Wendel
- Deutsche Gedichte aus Österreich, 2. und 3. Bd. 12, Frankfurt am Main 1889, Wendel, Detloff, 2. ein Menschenleben (XII, 183 S.) 3. Tröst’ Einsamkeit (VII, 189S.)
- Franz Grillparzer. Ein Bild seines Lebens und Dichtens. Mit Illustr. V. E. Kozeluch, Ed. Luttsch v. Lüttichheim u. Th. Mayerhofer. Gr. 8 (XII, 373 S.) Wien 1890, Verlag „Austria“, Drescher & Co. N. 5.60; geb. n.n.6.60
- Der französisch-preußische Krieg. Chronik der Gegenwart, Lfg. Gr. 8 (32 S.) Wien 1870, Herzfeld und Bauer. (Brüder Winter), = bisher als einzige Ausgabe verschollen!?
- Vaterlos. Erzählung in Versen. Gr. 16 (80 S.), Mannheim 1867, Schneider
- Was will die Socialdemokratie u. in wie weit hat sie Recht?, Gr. 8 (36 S) Wien 1893. St. Norbertus. n.
- Kaiser Julian, der Abtrünnige, Dramatisches Gedicht. 8. (63 S.)
- Historisch-literarische Erinnerungen. (VII, 536 S.) Kempten 1912. J. Kösel. 5.-: geb. 6.-
- Elisabeth Landgräfin von Thüringen und Hessen. Ein fünfactiges Schauspiel mit zweiactigem Vorspiel.    Wien, Kathol. Schulverein für Österreich, 1892